# Заплавное (озеро, Киев)
Заплавное (укр. Заплавне) — озеро, расположенное на территории Дарницкого района Киевского горсовета; 6-е по площади озеро Киевского горсовета (4-е — Дарницкого района). Площадь — 0,71 км² (70,8 га), по другим данным 76,5 га. Тип общей минерализации — пресное. Происхождение — пойменное и антропогенное. Группа гидрологического режима — бессточное.

## География
Длина — 1,65 км. Ширина наибольшая — 0,58 км. Озеро используется для рекреации и рыболовства. Купание не рекомендовано.
Расположено на левом берегу Днепра внутри жилого массива Бортничи: между улицами Березневая, Лермонтова и Заплавная (Красноармейская).
Озерная котловина не правильной овальной формы вытянутая с севера на юг. Озеро было преобразовано и изменено при торфоразработках и намывах территории для строительства жилых массивов.